# 海賊モア船長シリーズ
『海賊モア船長シリーズ』（かいぞくモアせんちょうシリーズ）は、多島斗志之による海洋冒険小説である。「海賊モア船長の遍歴」は1995年から『小説中公』で連載が始まり、1998年に単行本化された。また「このミステリーがすごい! 1999年版」で17位にランクインした。さらに、1999年1月にはNHK-FM放送の「青春アドベンチャー」において『海賊モア船長の遍歴』のタイトルでラジオドラマ化された（全20回）。
続編となる「海賊モア船長の封印」が2004年1月から『小説すばる』に掲載され、2005年に「海賊モア船長の憂鬱」と改題して単行本化された。

## 概要
1696年、イギリス国王ウィリアム3世からの特命を受け、キッド船長率いる武装船「アドヴェンチャー・ギャレー」は海賊討伐の航海へと旅立った。イギリス東インド会社に勤めていたジェームズ・モアは、海賊との内通を疑われて解雇され、さらに妻を亡くして失意の底にあったが、旧知の仲である船員・大樽の紹介でアドヴェンチャー・ギャレーに乗り込んでいた。
国命の元に出帆したものの、イギリス出国前には海軍に水夫を徴兵され、海へ出てからは嵐に遭い、先へ進めば熱病が流行りだす。さらにイギリスを出てから10ヶ月以上もの間、海賊船を1隻も発見することができなかった。海賊船からの没収が見込まれていた収穫がなければ、船員は給与を得られない。アドヴェンチャー・ギャレーの船内には、次第に剣呑な雰囲気が立ち込め始めた。キッド船長はとうとう「海賊船以外の船も標的とする」ことを決定し、そのとき航海士に抜擢されていたモアは、イギリスにはもはや自分を待つ者など一人もいないという諦念から、船長の決定に賛同する。こうして“海賊討伐船”アドヴェンチャー・ギャレーは、“海賊船”アドヴェンチャー・ギャレーとなった。
海賊船以外の獲物にはこと欠かないはずだったが、キッド船長は、イギリス本国に直接敵対しなければそのうち帰国しても許されると考え、「イギリスおよびその同盟国の船は襲わない」という線引きを行う。帰国すれば絞首台が待つだけだと考える乗組員たちは、線引きに従ってイギリス同盟国の商船を見逃す船長への不満を募らせ、船長は反抗的な態度をとった部下の一人を衝動的に撲殺する。荒れ果てていくアドヴェンチャー・ギャレーだったが、航海に出て2年、ようやく収穫を果たし、莫大な額の財貨を手に入れることになった。しかし、それが分裂のきっかけとなった。乗組員たちの大半は、もはやキッド船長に付いていく理由がなかったのだ。免罪を信じて帰国の道を選んだキッド船長から、モアはアドヴェンチャー・ギャレーを譲り受け、海賊として独立した。「海賊モア一味」の誕生である。
新たな乗組員を仲間に迎え、新米船長ながらも機知に富んだモアの元、アドヴェンチャー・ギャレーは経験を積んでいく。あるときモアは仲間の一人から、自分の兄がブラッドレー一味の海賊船「タイタン」に身を寄せていたものの、ブラッドレーからの拷問を受け、ついには死んでしまったことを知らされた。政府の密偵と疑われたとのことだが、疑いのかかった理由はよくわからないという。モアはその真相を知るためにブラッドレー一味を追いたいという欲求を抱くが、船長であるからこそ個人的な都合で船を動かすことは許されず、苦悩する。だが、モア率いるアドヴェンチャー・ギャレーと、ブラッドレー率いるタイタンは、いくつもの縁で結びつき、やがて敵として巡り合うことになる。

## 登場人物

### 海賊モア船長の遍歴
括弧内はラジオドラマにおける担当キャスト
ジェームズ・モア（声：渡部篤郎）
熟練の水夫。元はイギリス東インド会社の一等航海士だったが、船が海賊に襲われた折、海賊たちの中に兄の姿を見つけ、抵抗しなかったため海賊との内通を疑われて解雇された。その航海の間に妻が怪死を遂げ、酒に溺れる日々を送っていたところへ、大樽から海賊討伐船「アドヴェンチャー・ギャレー」に誘われた。海賊業は素人であったが、自らが船長となってからは数々の奇策を編み出し、戦いを切り抜けていく。兄アーサーを不可解な理由で責め殺したというブラッドレーを追う。「海賊モア船長の憂鬱」では、インド洋で最も有名な海賊になりつつあると評されている。
大樽（声：石井愃一）
モアが見習い水夫だった頃からの馴染み。キッド船長にモアを雇い入れるよう頼み込む。
男爵（声：安原義人）
モアが船長となった後のアドヴェンチャー・ギャレーで、副船長兼操舵主となる。剣術・射撃・拳闘に長け、貴族然とした雰囲気を持っている。他人と深く関わらない態度をとっているが、モアの代わりに船長に推薦されることもあるなど、仲間内からは認められている。薔薇十字団への参加を望み、団との繋がりが疑われるブラッドレーに関心を抱く。
キッド船長（ウィリアム・キッド）（声：清水綋治）
アドヴェンチャー・ギャレー号の初代船長。海賊討伐を委任されていたが、航海の運に恵まれず、追い詰められた末に自ら海賊行為を行うようになる。
クリフォード船長（声：木下秀雄）
海賊船「モカ・フリゲート」を率いる船長。
ブラッドレー（声：五代高之）
乗組員200名の海賊「タイタン」の首領。モアの兄を責め殺し、アドヴェンチャー・ギャレーを罠に嵌めて財宝を奪い去るなど、モアとの因縁が続く。薔薇十字団との繋がりを窺わせる行動を取っている。
アウランゼブ（声：熊倉一雄）
ムガール帝国の皇帝。80代であり、40年以上も皇帝の座に就いている。
シャガラト・アル・ドール（声：望月梢恵）
アウランゼブ皇帝の孫娘。身代金を目的としてモア一味に誘拐されるが、男爵に恋心を抱く。
スービア（声：板谷祐三子）
シャガラト・アル・ドール姫に仕える侍女長。姫とともに囚われる。
ドクター（声：沢りつお）
船医。痩せていて顔色も悪く、重病人のような外見をしている。いつも悪臭の立ち込める最下甲板の治療室に篭っている。
プラトン（声：八代駿）
鍛冶屋。ジャパン国の剣に並々ならぬ関心を持ち、もし収穫品の中にジャパン国の剣があれば、他の報酬はいらないとさえ語る。海賊になったのも、東方へ向かう可能性を求めてのこと。
爺様（声：外波山文明）
アドヴェンチャー･ギャレーに乗船した当時、65歳の最高齢。30代のころから海賊を続けているベテランで、船長に就任したモアに海賊の掟を定めさせるなど、知恵を授ける。
赤鼻（声：祖父江進）
コック。短気であり、常に誰かを怒鳴ったり殴ったりしている。
大工頭（声：江良潤）
奥方
髭面の立派な男だが、よく貧血で倒れるため、この呼び名がついた。過敏な体質であり、嵐が近づくと体調を崩す。
穴熊（声：）
弾薬庫主任
ビリー（声：植田真介）
13歳の少年。火薬猿（パウダー・モンキー）と呼ばれる、弾薬準備室から大砲までの火薬筒の運び人。モアと大樽を慕い、イギリスへ帰国せずアドヴェンチャー・ギャレーに残る。小説とラジオドラマでは異なった運命を辿る。
ふくろう（声：）
イルカ	（声：）
泳ぎの達人。一人で密かに敵船に近づくなど、モアの戦術の中で重要な役割を担うことも多い。
歯無しのサム（声：）
幽霊（声：）
縛り首にされても息を吹き返し、胸を撃たれても蘇生するなど、その不気味さから元の海賊船を放逐された。アドヴェンチャー・ギャレーに乗船してからも背中を撃たれているが、死なずに済んでいる。
会計士（パーサー）（声：）
トマス・ピット（声：久米明）
イギリス東インド会社マドラス長官。対仏大同盟を組織したイギリスの政治家、ウィリアム・ピット（小ピット）の曽祖父にあたる。ムガール皇帝を脅迫しようとするモアたちの仲介を引き受けるが、モアが提案した値をさらに釣り上げさせた後、多額の仲介料を求めた。後に、窮地にあるモアを救うが、それも自分の都合だと話す。続編「憂鬱」にも登場し、マドラスの商館を運営するその裏で、商船を襲う海賊モアとの繋がりを持っているという噂が流れている。

### 海賊モア船長の憂鬱
マイケル・クレイ
イギリス東インド会社本社の職員。400カラットものダイヤモンド「マドラスの星」と共に消えたニコラス・フィリップス失踪事件の真相究明を命じられる。調査の中で海賊モア船長と対面を果たす。
ヤコブ・ピーテルスゾーン
オランダ東インド会社の総督秘書長。